# Route nationale 853
Pour les articles homonymes, voir Route 853.
La RN 853 était une route nationale française qui reliait Porto-Vecchio à Bocca di a Testa. À la suite de la réforme de 1972, elle a été déclassée en RD 859.

## Ancien tracé de Porto-Vecchio à Bocca di a Testa (D 859)
- Porto-Vecchio 41° 34′ 19,32″ N, 9° 16′ 26,81″ E
- Sotta 41° 32′ 42,62″ N, 9° 11′ 41,76″ E
- Figari 41° 29′ 17,69″ N, 9° 07′ 47,01″ E
- Bocca di a Testa, commune de Bonifacio 41° 28′ 10,84″ N, 9° 05′ 48,82″ E